# Fülöp (Węgry)
Fülöp – miejscowość i gmina na Węgrzech, w powiecie Hajdúhadház w komitacie Hajdú-Bihar.